# Orba (község)
Orba község Spanyolországban, Alicante tartományban. Lakosainak száma 2387 fő (2024). Orba Alcalalí, Benidoleig, Murla, Pego, Tormos (Spanyolország), La Vall d’Ebo és La Vall de Laguar községekkel határos.

## Népesség
A település lakosságának változását az alábbi diagram mutatja:
| Lakosok száma | 1712 | 1968 | 2361 | 2616 | 2606 | 2216 | 2085 | 2174 | 2233 | 2387 |
|               | 2001 | 2004 | 2006 | 2009 | 2011 | 2014 | 2016 | 2019 | 2021 | 2024 |